# Léonard de Veroli
Léonard de Veroli (en italien : Leonardo da Veroli, mort en 1281) est un chancelier de la Principauté d'Achaïe et un proche conseiller du prince Guillaume II de Villehardouin. Il est l'un des rares Italiens membres de la noblesse de la principauté d'Achaïe au XIIIe siècle.
Selon la chronique de Morée il serait originaire des Pouilles, mais il est beaucoup plus probable qu'il vienne de la ville de Veroli.
Sa date d'arrivée en Morée est inconnue, mais il épouse (probablement en 1252) Marguerite, la fille de Narjot de Toucy, ancien régent de l'Empire latin. Ce mariage lui offre un lien familial avec la famille d'Anjou qui règne par la suite sur le royaume de Sicile, et Guillaume de Villehardouin dont il devient le beau-frère,.
Il est l'un des deux seuls hauts personnages d'Achaïe n'ayant pas été capturé à la bataille de Pélagonia, l'autre étant Pierre de Vaux. Il participe ainsi peu après au « Parlement des dames » à Nikli en 1261. 
En 1267, il signe le traité de Viterbe au nom de Guillaume, scellant un pacte marital entre Philippe, le fils de Charles Ier de Sicile, et Isabelle, la fille de Guillaume. Cette union signe le transfert de la principauté à la maison d'Anjou.
Après la signature du traité il s'installe au royaume de Naples où sa belle-famille occupe des charges importantes ; il devient « maitre des comptes » de Charles de Sicile en 1275. Il retourne en Morée vers 1277 probablement dans le cadre du procès concernant la baronnie d'Akova, mais rentre en Italie avant janvier 1279 où il est mentionné comme témoin dans des actes datés de Naples. Il ne semble pas qu'il soit retourné dans la principauté par la suite. 
Marguerite étant décédée (après septembre 1279), il se remarie peu avant sa mort avec une certaine Alice.
Léonard meurt entre mai et le 9 août 1281.
Il n'a pas d'héritier connu et ses possessions sont donc partagées : la moitié est attribuée en douaire à sa veuve, l'autre moitié fait retour à la couronne angevine et est échangée contre le douaire de la veuve de Guillaume II de Villehardouin (les châtellenies stratégiques de Kalamata et Clermont).